# Geher-Länderkampf der Männer 1974 BR Deutschland – Schweden
| 27. Leichtathletik-Länderkampf mit bundesdeutscher Beteiligung 1974 | 27. Leichtathletik-Länderkampf mit bundesdeutscher Beteiligung 1974 |
| ------------------------------------------------------------------- | ------------------------------------------------------------------- |
|                                                                     |                                                                     |
| Geher-Vergleich der Männer: BR Deutschland – Schweden               |                                                                     |
| Austragungsort                                                      | Koblenz                                                             |
| Wettbewerbe                                                         | 2                                                                   |
| Datum                                                               | 27. September                                                       |
| 1. FRG 2. SWE                                                       | 27 Punkte 17 Punkte                                                 |
| Chronik                                                             |                                                                     |
| ← FRG-USA Marathon (F)                                              | erster LK 1975:00 FRG-ROU 10kampf (M) →                             |

Der 27. und letzte Vergleich des Länderkampfjahres 1974 war ein Länderkampf der Geher. Am 27. September kam es in Koblenz zum vierzehnten Aufeinandertreffen mit Schweden in dieser Disziplin. Mit dem Sieg in der letzten Begegnung 1973 im schwedischen Kiruna hatte Deutschland in der Bilanz mit sieben zu sechs zum ersten Mal die Führung übernommen.

## Modus
Wie gewohnt standen zwei Wettbewerbe auf dem Programm, die auf der Straße ausgetragen wurden. Wie gewohnt betrug die kürzere Distanz zwanzig Kilometer. Der Wettkampf der längeren Strecke fand diesmal wieder über 35 Kilometer statt. Jede Nation konnte je Disziplin vier Geher stellen, von denen die drei Besten gewertet wurden. Die Punkte wurden nach folgendem Schema vergeben: 1. Platz: 7 Punkte / 2. Pl.: 5 P / 3. Pl.: 4 P / 4. Pl.: 3 P / …

## Ergebnis
Auf beiden Strecken gab es bundesdeutsche Sieger in der Einzelwertung, auf der 20-km-Distanz sogar einen Doppelerfolg. Auch mit den weiteren Platzierungen der gewerteten Teilnehmer (20 km Rang vier / 35 km Ränge vier und fünf) lagen die bundesdeutschen Geher gut im Rennen, sodass der Länderkampf auch in diesem Jahr mit diesmal 27 zu 17 Punkten wieder an die Bundesrepublik Deutschland ging.

## Resultate

### 20-km-Straßengehen
Schweden stellte in diesem Wettbewerb nur drei Teilnehmer.
| Platz | Athlet            | Land | Zeit (h)  |
| ----- | ----------------- | ---- | --------- |
| 1     | Heinrich Schubert | FRG  | 1:33:46‚0 |
| 2     | Heinz Mayr        | FRG  | 1:34:43‚6 |
| 3     | Hans Tenggren     | SWE  | 1:35:39,0 |
| 4     | Helmut Stolte     | FRG  | 1:39:19‚4 |
| 5     | Bernhard Schmidt  | FRG  | 1:39:21‚6 |
| 6     | Thomas Glans      | SWE  | 1:40:14,0 |
| 7     | Lennart Lundgren  | SWE  | 1:47:19,0 |

### 35-km-Straßengehen
| Platz | Athlet           | Land | Zeit (h)  |
| ----- | ---------------- | ---- | --------- |
| 1     | Gerhard Weidner  | FRG  | 2:48:49‚4 |
| 2     | Daniel Björkgren | SWE  | 2:58:27,6 |
| 3     | Ove Hemmingsson  | SWE  | 2:59:16‚0 |
| 4     | Hans Michalski   | FRG  | 3:03:46,2 |
| 5     | Alfons Schwarz   | FRG  | 3:03:46,2 |
| 6     | Roland Karlsson  | SWE  | 3:07:31‚6 |
| 7     | Walter Drössler  | FRG  | 3:11;41‚4 |
| 8     | Gösta Haakansson | SWE  | 3:25:03‚6 |